# The Scripps Research Institute
The Scripps Research Institute (TSRI) – instytut badawczy, zajmujący się medycyną, położony w La Jolla, w stanie Kalifornia. Jego filia powstała też w Jupiter, w stanie Floryda.
TSRI zatrudnia ok. 3000 naukowców, doktorantów, techników i innych pracowników, co czyni go największą w USA naukową organizacją non-profit. W TSRI pracują zespoły zajmujące się biologią moleklarną, badaniami nad rakiem, chemią, genetyką, immunologią, medycyną eksperymentalną, neurobiologią, biologią obliczeniową i wiele innych.
Szefem TSRI jest Richard Lerner. Wśród naukowców związanych z instytutem są m.in. Gerald Edelman, Kurt Wüthrich i Barry Sharpless.
TSRI nie jest związany z Scripps Institution of Oceanography stanowiącym część University of California, San Diego.
TSRI wraz ze szpitalami Scrippsa planuje otworzenie Scripps School of Medicine. Pierwsi studenci rozpoczną naukę w 2013 roku.